# サンダーベイ (オンタリオ州)

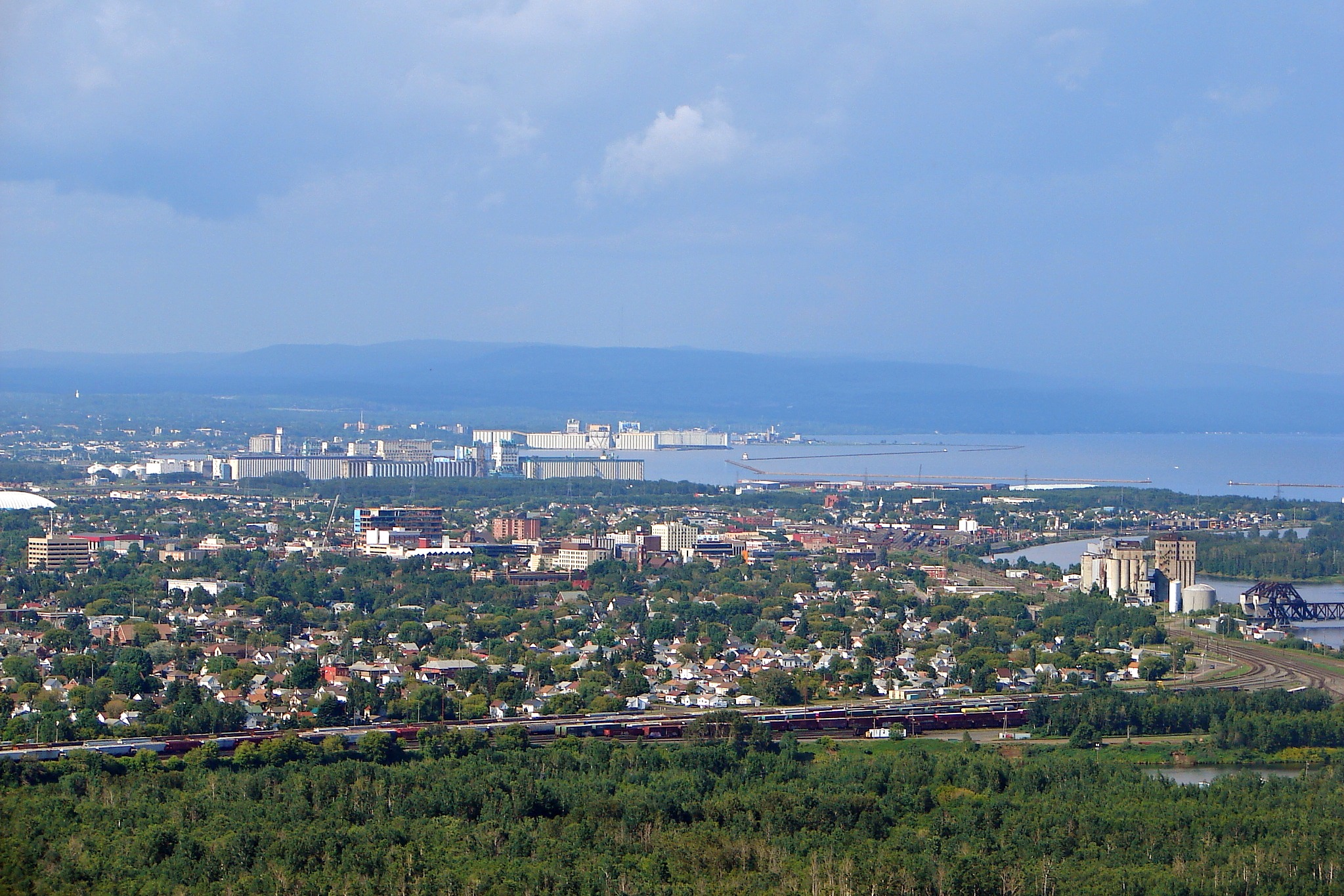

サンダーベイ（英: Thunder Bay）は、カナダのオンタリオ州北部の都市。人口は10万8835人（2021年）。サンダーベイ地区に位置する。

## 概要
名前の由来は湾岸に広がる大きなスペリオル湖からきており、18世紀のフランスの地図には、すでにベイ・ドゥ・トネル（仏：Baie du Tonnerre）と記載されている。
1970年、都市はフォート・ウィリアム（Fort William）やポート・アーサー（Port Arthur）などの周辺都市と合併。
サンダーベイの港は西部カナダで生産された穀物や製品を五大湖から東海岸へと通じるセントローレンス海路の区間を船で運ぶ経路とリンクしており、重要な中継基地となっている。都市は五大湖の末端に位置し、（カナダ側の）航海上の終点でもある。

## 面積
- 323.5km3

## 気候
- 夏：平均気温 16℃（最高気温 27℃）
- 冬：平均気温 -13℃

## 友好・姉妹都市
- 岐阜市（日本岐阜県）

## スポーツ
1995年にノルディックスキーの世界選手権が開催された。
2017年9月に第28回WBSC U-18ワールドカップ開催予定。

## 教育
- レイクヘッド大学（Lakehead University）

## 交通
- サンダーベイ国際空港（Thunder Bay International Airport、IATA空港コード：YQT、ICAO空港コード：CYQT）